# El precio de la historia: Luisiana
El precio de la historia:Luisiana (en inglés Cajun Pawn Stars) es un programa de telerrealidad estadounidense transmitido por The History Channel que debutó en Estados Unidos el 8 de enero de 2012 a las 22:00 horas, hora del Este. Es la segunda serie derivada de Pawn Stars. El programa se encuentra en receso por un tiempo indeterminado.

## Sinopsis
El precio de la historia:Luisiana se desarrolla en una casa de empeño en un entorno familiar en Alexandria estado de Louisiana, de propiedad de Jimmy "Big Daddy" DeRamus, quien dirige la tienda junto a Peggy (su esposa), su hermano Johnnie y su hija Tammie.

## Episodios
| Temporada N° | Episodios | Primera emisión          | Emisión final           |
| ------------ | --------- | ------------------------ | ----------------------- |
| 1            | 8         | 8 de enero de 2012       | 6 de febrero de 2012    |
| 2            | 17        | 4 de junio de 2012       | 1 de agosto de 2012     |
| 3            | 20        | 12 de septiembre de 2012 | 12 de diciembre de 2012 |
| 4            | 7         | 26 de diciembre de 2012  | 10 de enero de 2013     |